# Sten Schaumburg-Müller
Sten Schaumburg-Müller (født 5. maj 1956 i Aarhus) er professor ved Juridisk Institut på Syddansk Universitet.
Siden 2014 har Schaumburg-Müller været ansat som professor i medieret, efter i mange år at have virket på Aarhus Universitet, senest som professor. Han har forfattet mere end 80 publikationer, primært inden for medieret og retsfilosofi, men også menneskerettigheder hører til i hans forfatterskab.
Han startede sin akademiske karriere i 1980, hvor han blev exam.art. i filosofi, senere blev han cand.jur. i 1986, ph.d i jura i 1996 og endelig opnående han en doktorgrad i jura i 2009.
Han modtog Koktvedgaardprisen i 2017.